# Arrondissement de Segeberg
L’arrondissement de Segeberg (Kreis Segeberg en allemand) est un arrondissement (Kreis ou Landkreis en allemand) du Land de Schleswig-Holstein, en Allemagne. Son chef-lieu est Bad Segeberg.

## Villes, communes et communautés d'administration
(Nombre d'habitants le 31 décembre 2010)
| Villes et communes non liées à un canton :                                                                               | Villes et communes non liées à un canton :                                                        |
| --- | ------------------------------------------------------------------------------------------------- |

Communes de l’arrondissement

| - 1. Bad Bramstedt, ville (13 852) - 2. Bad Segeberg, ville (15 767) - 3. Ellerau (5 819) - 4. Henstedt-Ulzburg (27 189) | - 5. Kaltenkirchen, ville (20 000) - 6. Norderstedt, ville (71 992) - 7. Wahlstedt, ville (9 261) |

Cantons avec leurs communes liées : (* = siège administratif)
| - 1. Amt Bad Bramstedt-Land (10 633) [Siège : Bad Bramstedt] 1. Armstedt (403) 2. Bimöhlen (953) 3. Borstel (123) 4. Föhrden-Barl (291) 5. Fuhlendorf (382) 6. Großenaspe (2 777) 7. Hagen (412) 8. Hardebek (466) 9. Hasenkrug (355) 10. Heidmoor (319) 11. Hitzhusen (1 315) 12. Mönkloh (249) 13. Weddelbrook (1 020) 14. Wiemersdorf (1 568) - 2. Amt Boostedt-Rickling (11 800) 1. Boostedt (4 633) 2. Daldorf (649) 3. Groß Kummerfeld (1 990) 4. Heidmühlen (713) 5. Latendorf (571) 6. Rickling (3 244) - 3. Amt Bornhöved (10 871) 1. Bornhöved (3 420) 2. Damsdorf (244) 3. Gönnebek (476) 4. Schmalensee (466) 5. Stocksee (427) 6. Tarbek (158) 7. Tensfeld (706) 8. Trappenkamp (4 974) - 4. Amt Itzstedt (18 732) (Une septième commune membre est Tangstedt, arrondissement de Stormarn) 1. Itzstedt (2 264) 2. Kayhude (1 116) 3. Nahe (2 422) 4. Oering (1 306) 5. Seth (1 908) 6. Sülfeld (3 385) | - 5. Amt Kaltenkirchen-Land (10 408) [Siège : Kaltenkirchen] 1. Alveslohe (2 543) 2. Hartenholm (1 774) 3. Hasenmoor (700) 4. Lentföhrden (2 312) 5. Nützen (1 187) 6. Schmalfeld (1 892) - 6. Amt Kisdorf (10 721) 1. Hüttblek (374) 2. Kattendorf (838) 3. Kisdorf (3 681) 4. Oersdorf (867) 5. Sievershütten (1 174) 6. Struvenhütten (1 099) 7. Stuvenborn (888) 8. Wakendorf II (1 401) 9. Winsen (399) - 7. Amt Leezen (8 516) 1. Bark (1 003) 2. Bebensee (608) 3. Fredesdorf (385) 4. Groß Niendorf (673) 5. Högersdorf (405) 6. Kükels (436) 7. Leezen (1 700) 8. Mözen (461) 9. Neversdorf (744) 10. Schwissel (254) 11. Todesfelde (1 020) 12. Wittenborn (827) 13. Buchholz (Domaine forestier) (de), (inhabité) | - 8. Amt Trave-Land (19 970) [Siège : Bad Segeberg] 1. Bahrenhof (201) 2. Blunk (602) 3. Bühnsdorf (349) 4. Dreggers (57) 5. Fahrenkrug (1 629) 6. Geschendorf (547) 7. Glasau (921) 8. Groß Rönnau (605) 9. Klein Gladebrügge (574) 10. Klein Rönnau (1 493) 11. Krems II (430) 12. Negernbötel (1 083) 13. Nehms (568) 14. Neuengörs (785) 15. Pronstorf (1 671) 16. Rohlstorf (1 215) 17. Schackendorf (817) 18. Schieren (279) 19. Seedorf (2 224) 20. Stipsdorf (209) 21. Strukdorf (252) 22. Travenhorst (204) 23. Traventhal (501) 24. Wakendorf I (430) 25. Weede (1 027) 26. Wensin (823) 27. Westerrade (474) |

## Administrateurs de l'arrondissement
- 1868-1870: Cay Lorenz von Brockdorff (de) (depuis 1866 comme huissier)
- 1870–1877: Ernst von Gayl (de)
- 1877–1891: Peter Friedrich von Willemoes-Suhm (de)
- 1892-1901: Karl von Platen-Hallermund (de)
- 1901-1928: Otto Ilsemann (de)
- 1928-1932: Otto zu Rantzau (de)
- 1932–1945: Waldemar von Mohl (de)
- 1945-1946: Christian Laurup Jensen
- 1946-1950: Paul Pagel (de)
- 1950-1959: Walter Alnor (de)
- 1959-1966: Joachim Dorenburg (de)
- 1966–1990: le comte Anton Graf Schwerin von Krosigk (de)
- 1er août 1990-31 juillet 2008: Georg Gorrissen
- 1er août 2008-31 août 2008: Claus-Peter Dieck (par intérim)
- 1er septembre 2008-31 août 2014: Jutta Hartwieg (de)
- depuis le 1er septembre 2014: Jan-Peter Schröder